# Pheia marginata
Pheia marginata är en fjärilsart som beskrevs av M.Gaede 1926. Pheia marginata ingår i släktet Pheia och familjen björnspinnare. Inga underarter finns listade i Catalogue of Life.